# 22 décembre 2018
Le mardi 22 décembre 2018 est le 356e jour de l'année 2018.

## Décès
Par ordre alphabétique.
- Jiko Luveni, femme politique fidjienne.
- Roberto Suazo Córdova, homme d'État hondurien, président du Honduras de 1982 à 1986.
- Jane Langton, romancière et illustratrice américaine.
- Talal ben Abdelaziz Al Saoud, membre de la dynastie saoudienne.
- Paddy Ashdown, homme politique britannique.
- Simcha Rotem, polonais et israélien, survivant du génocide juif.

## Événements
- Un tsunami dans le détroit de la Sonde, en Indonésie, probablement déclenché par le volcan Krakatoa, fait 430 morts, 1485 blessés et 150 disparus ;
- À la suite d'un désaccord budgétaire entre les représentants démocrates et l'administration républicaine Trump, les Démocrates refusant de financer la construction d'un mur à la frontière entre les États-Unis et le Mexique, début du plus long shutdown de l'Histoire des États-Unis[1].